# Église Saint-Nom de Saint-Nom-la-Bretèche
L'église Saint-Nom est une église catholique paroissiale située à Saint-Nom-la-Bretèche, dans les Yvelines, en France. Elle a été inscrite monument historique par arrêté du 24 juin 1977.

## Localisation
L'église est située en France, en région Île-de-France et dans le département des Yvelines, sur la commune de Saint-Nom-la-Bretèche.

## Historique
L'édifice est inscrit monument historique par arrêté du 24 juin 1977.

## Description
L’église abritait des fresques d’origines jusqu’en 1981, finalement effacées et remplacées par des ornements de type roman.[réf. nécessaire]

## Galerie d'images

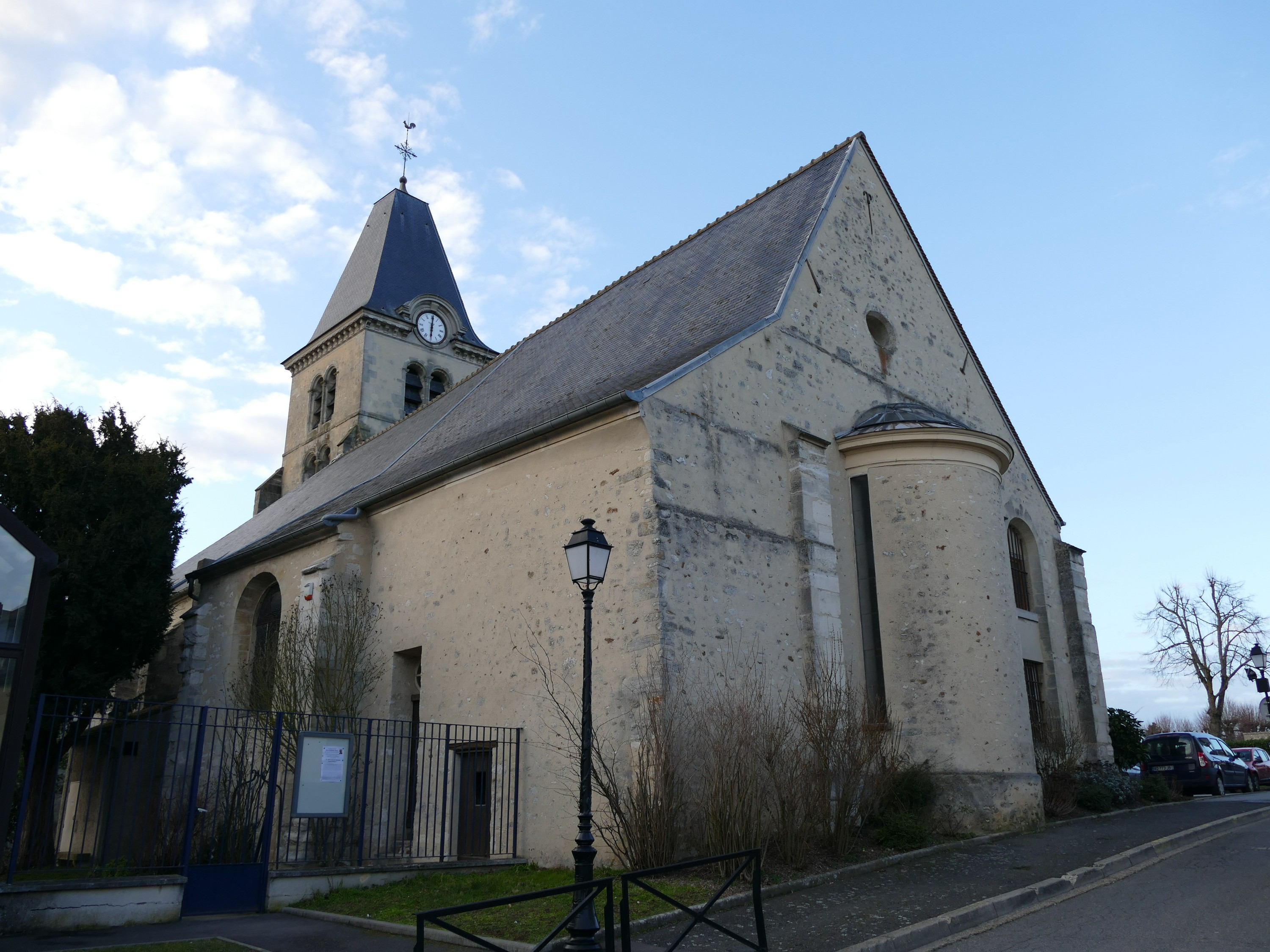
Le chevet
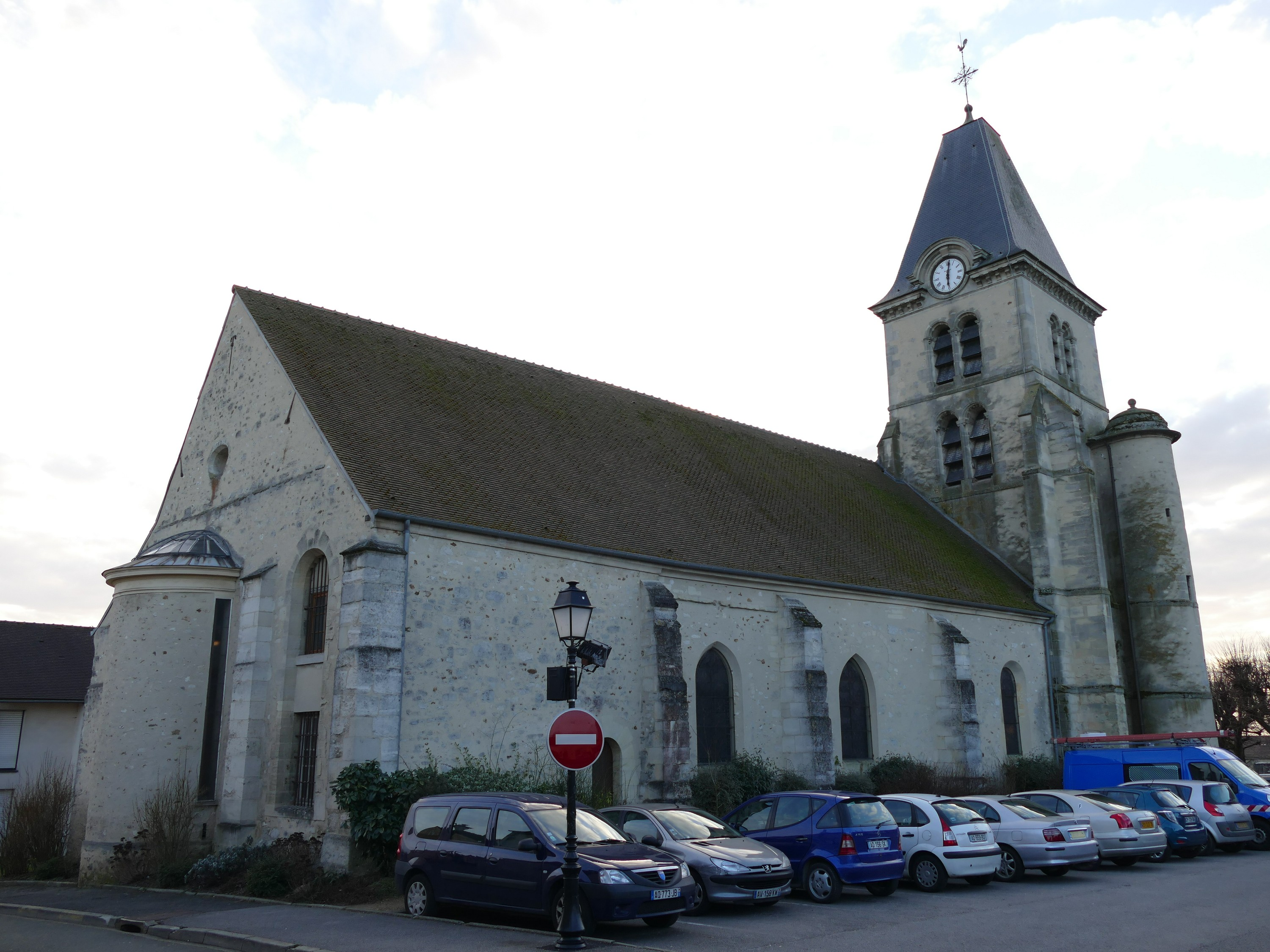
Autre vue
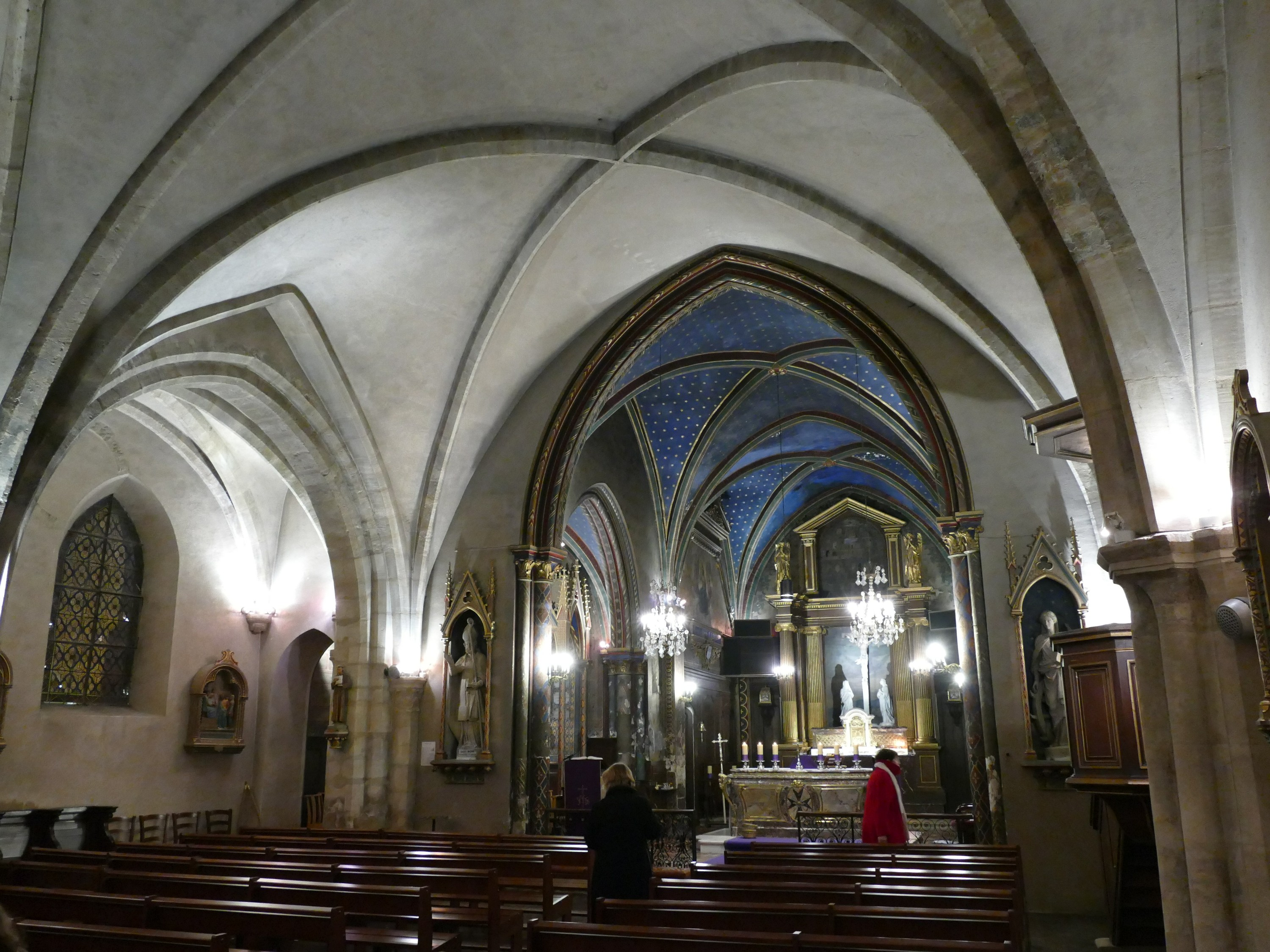
La nef
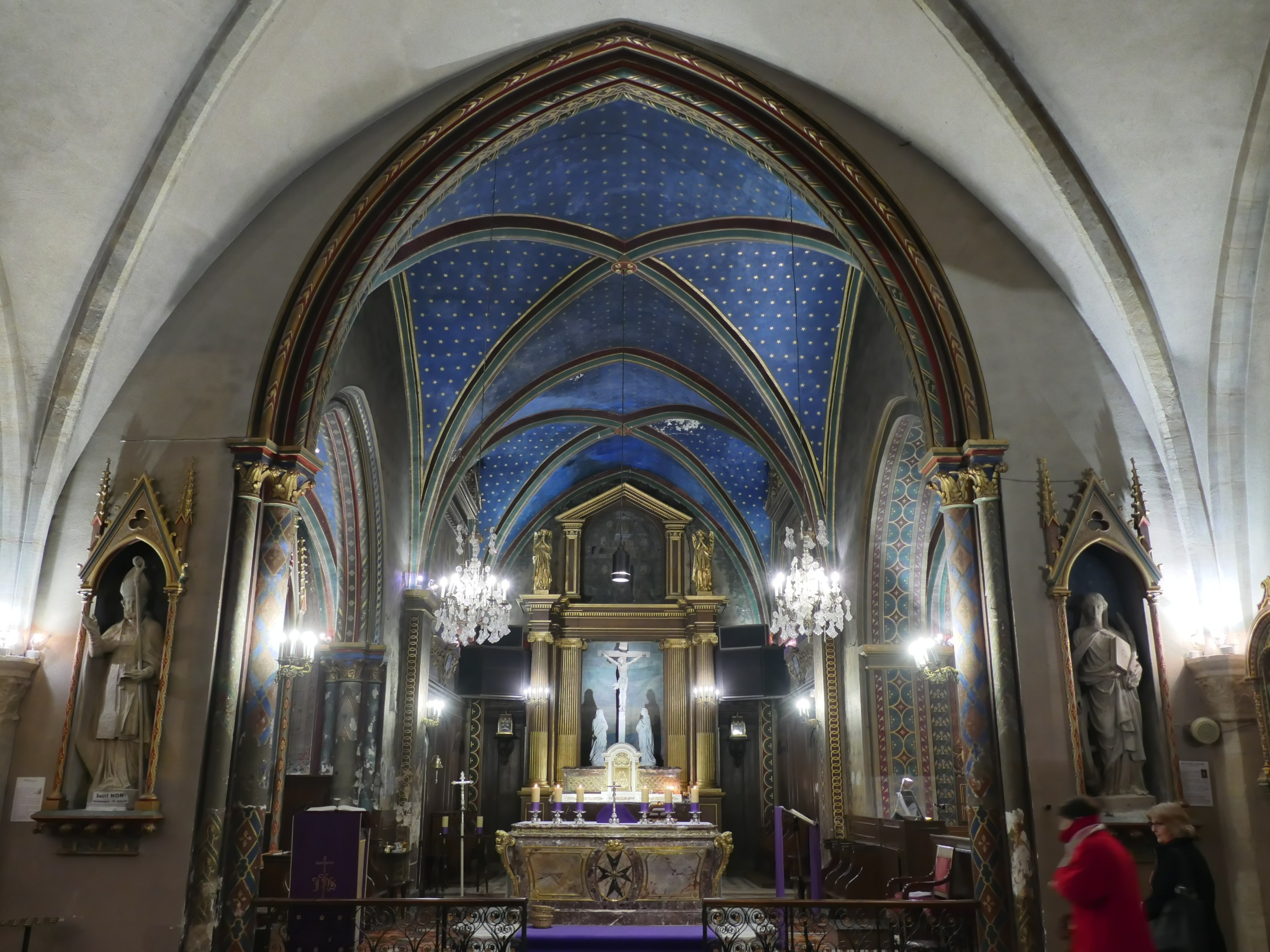
La nef et le chœur
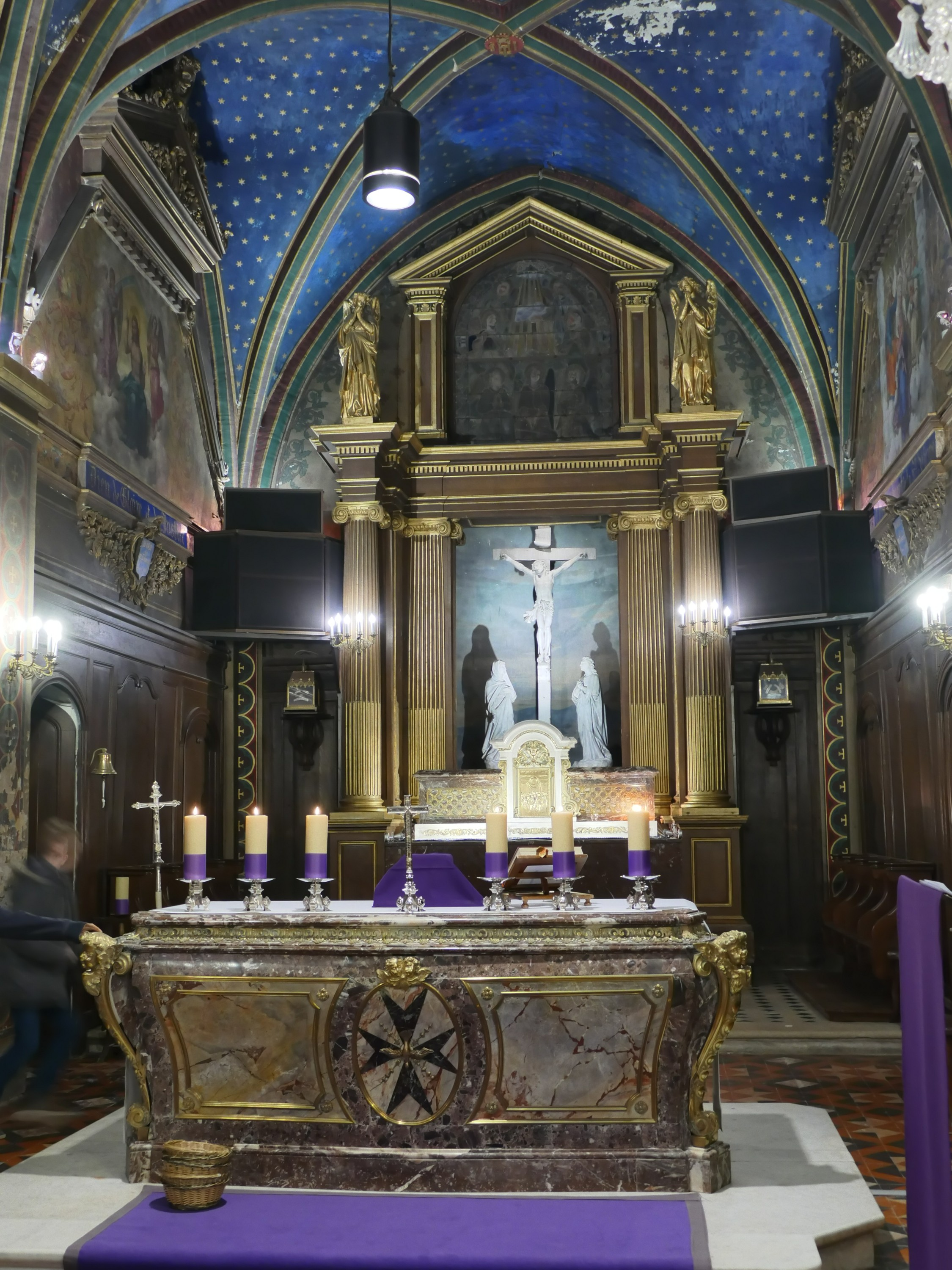
Le chœur
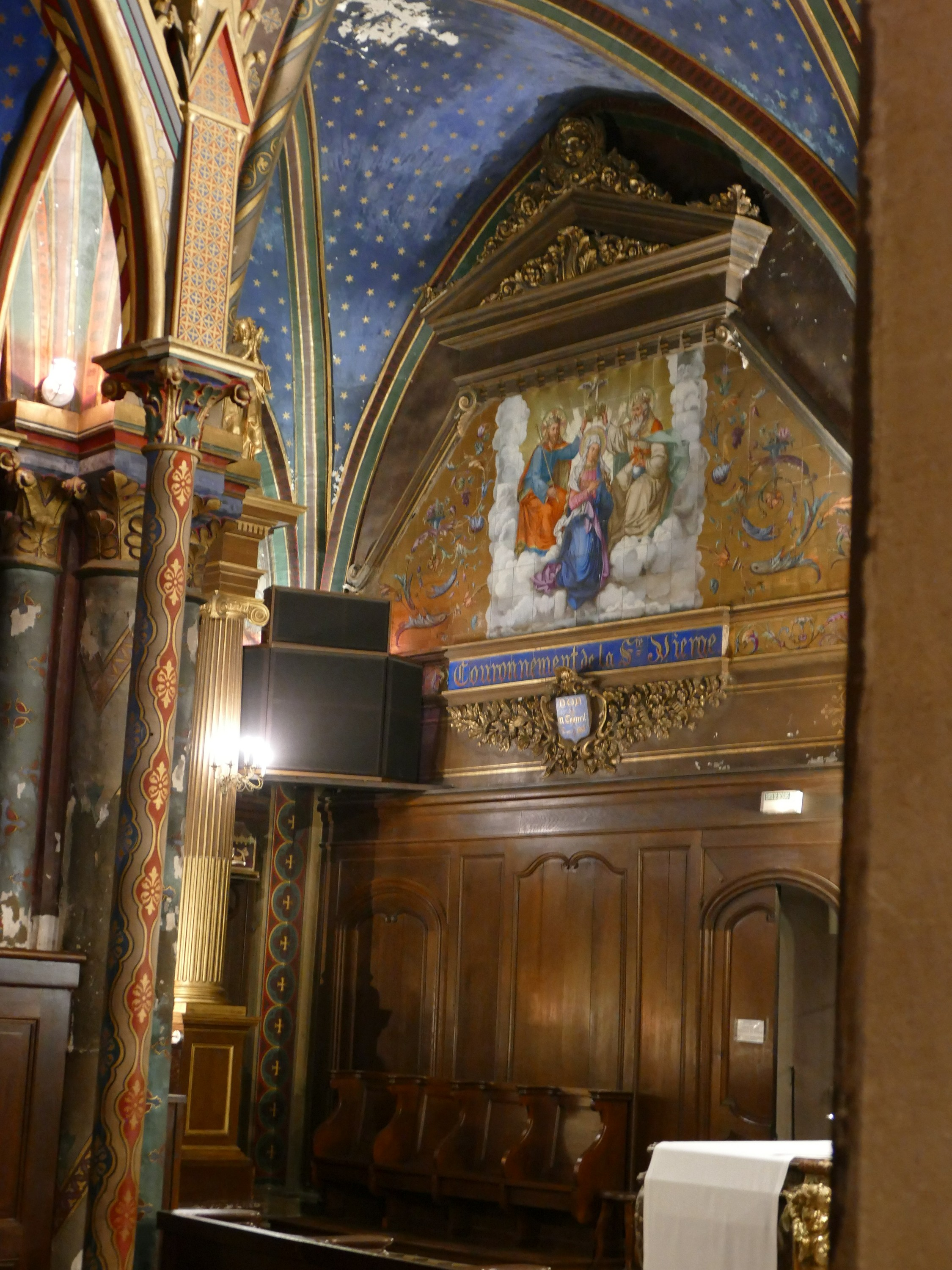
Chapelle du chœur
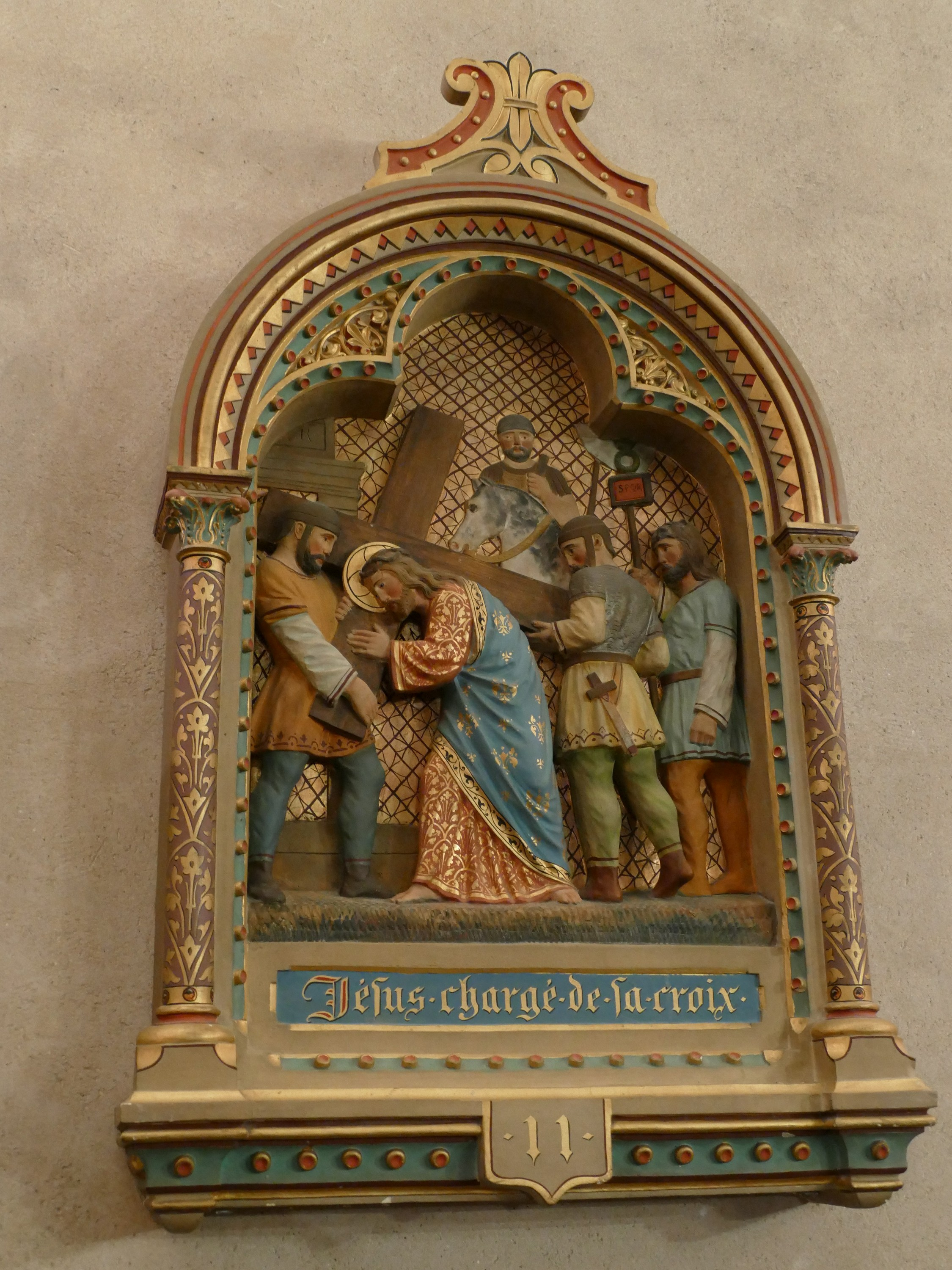
Station du chemin de croix
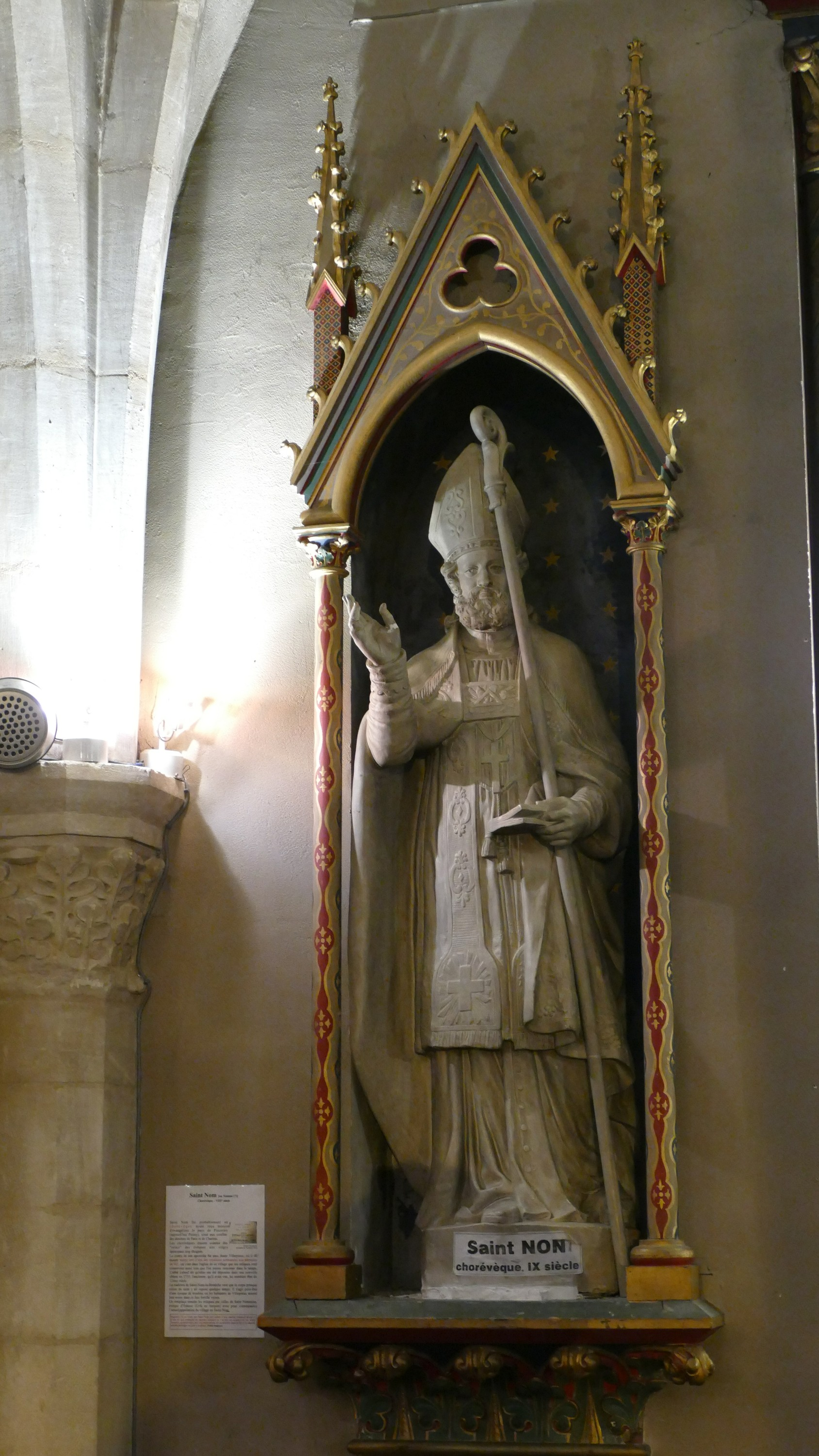
Statue de saint Nom